# Budia

Gmina Budia na mapie prowincji Guadalajara

Budia – hiszpańska gmina w Kastylii-La Mancha, w prowincji Guadalajara, w comarce La Alcarria. Powierzchnia gminy wynosi 66 km². W 2004 roku mieszkało w niej 270 osób, a gęstość zaludnienia wynosiła 4,1 osoby/km². Współrzędne geograficzne gminy to: 40°37′59″N, 2°45′0″W.

## Miejscowości
- Budia (226 mieszkańców)
- Valdelagua (10)